# Phaethon (planetoïde)

Model van Phaeton gebaseerd op radar metingen met de Arecibo telescoop in 2017

(3200) Phaethon (oorspronkelijke aanduiding 1983 TB) is een planetoïde ontdekt in 1983 door de IRAS. Men veronderstelt dat het object eigenlijk een uitgedoofde komeet is. De planetoïde is vernoemd naar Phaëton.
Phaethon draagt nummer 3200 in de lijst van planetoïden en heeft een diameter van 6,25 kilometer. De baan van Phaethon vertoont een grote excentriciteit, nadert de zon tot op 0,14 AE en is bijna identiek aan de baan van de Geminiden. Phaethon wordt dan ook aangezien als de bron van deze meteorenzwerm en is waarschijnlijk een uitgedoofde komeet.
Phaethon behoort tot het type van de Apollo-planetoïden.
Er zijn plannen voor een ruimtesonde Destiny Plus die in 2028 gelanceerd moet worden en Phaethon op 500 km afstand zal passeren.